# Colonia la Primavera
Colonia la Primavera är en ort i Mexiko.   Den ligger i kommunen Poza Rica de Hidalgo och delstaten Veracruz, i den sydöstra delen av landet, 220 km nordost om huvudstaden Mexico City. Colonia la Primavera ligger 46 meter över havet och antalet invånare är 194.
Terrängen runt Colonia la Primavera är platt åt sydväst, men åt nordost är den kuperad. Colonia la Primavera ligger nere i en dal. Runt Colonia la Primavera är det ganska tätbefolkat, med 179 invånare per kvadratkilometer. Närmaste större samhälle är Poza Rica de Hidalgo, 5,1 km sydväst om Colonia la Primavera. Omgivningarna runt Colonia la Primavera är en mosaik av jordbruksmark och naturlig växtlighet.